# Triaspis corusca
Triaspis corusca är en stekelart som beskrevs av Papp 1984. Triaspis corusca ingår i släktet Triaspis och familjen bracksteklar. Inga underarter finns listade i Catalogue of Life.